# Sarcophilus
A Sarcophilus emlősök (Mammalia) osztályának erszényes ragadozók (Dasyuromorphia) rendjébe, ezen belül az erszényesnyestfélék (Dasyuridae) családjába tartozó nem.

## Rendszerezés
A nembe az alábbi 1 élő faj és 3 fosszilis faj tartozik:
- erszényes ördög (Sarcophilus harrisii) (Boitard, 1841)
- †Sarcophilus laniarius (Owen, 1838) - típusfaj
- †Sarcophilus moornaensis (Crabb,1982)
- †Sarcophilus prior De Vis, 1883

### Fordítás
- Ez a szócikk részben vagy egészben  a   Sarcophilus című angol Wikipédia-szócikk ezen változatának fordításán alapul.  Az eredeti cikk szerkesztőit annak laptörténete sorolja fel. Ez a jelzés csupán a megfogalmazás eredetét és a szerzői jogokat jelzi, nem szolgál a cikkben szereplő információk forrásmegjelöléseként.